# Kevin Downes
Kevin Downes (Visalia, 21 de setembre de 1972) és un actor estatunidenc així com un productor, escriptor i director de cinema.